# Lijst van voetbalinterlands Finland - Wit-Rusland
Deze lijst van voetbalinterlands is een overzicht van alle officiële voetbalwedstrijden tussen de nationale teams van Finland en Wit-Rusland. De landen speelden tot op heden vijf keer tegen elkaar. De eerste ontmoeting, een vriendschappelijke wedstrijd, werd gespeeld in Paphos (Cyprus) op 1 maart 2006. Het laatste duel, eveneens een vriendschappelijke wedstrijd, vond plaats op 9 juni 2018 in Tampere.

## Wedstrijden
| № | Plaats   | Datum        | Competitie           | Wedstrijd             | Uitslag |
| - | -------- | ------------ | -------------------- | --------------------- | ------- |
| 1 | Paphos   | 1 maart 2006 | Vriendschappelijk    | Wit-Rusland – Finland | 2 – 2   |
| 2 | Turku    | 2 juni 2008  | Vriendschappelijk    | Finland – Wit-Rusland | 1 – 1   |
| 3 | Helsinki | 7 juni 2013  | WK 2014 kwalificatie | Finland − Wit-Rusland | 1 − 0   |
| 4 | Homel    | 11 juni 2013 | WK 2014 kwalificatie | Wit-Rusland − Finland | 1 − 1   |
| 5 | Tampere  | 9 juni 2018  | Vriendschappelijk    | Finland − Wit-Rusland | 2 − 0   |

## Samenvatting
| Competitie        | Totaal gespeeld | Winst Finland | Gelijk | Winst Wit-Rusland | Doelsaldo Finland – Wit-Rusland |
| ----------------- | --------------- | ------------- | ------ | ----------------- | ------------------------------- |
| WK-kwalificatie   | 2               | 1             | 1      | 0                 | 2 − 1                           |
| Vriendschappelijk | 3               | 1             | 2      | 0                 | 5 − 3                           |
| Totaal            | 5               | 2             | 3      | 0                 | 7 − 4                           |

Wedstrijden bepaald door strafschoppen worden, in lijn met de FIFA, als een gelijkspel gerekend.

## Details

### Eerste ontmoeting
| Vriendschappelijk (Paphos, Cyprus, 1 maart 2006): |       |                                         |
| Finland | 2 – 2 | Wit-Rusland                             |
| Aki Riihilahti 82' Mikael Forssell 90+1' | goals | 34' Sergej Kornilenko 53' Aleh Shkabara |
| - Finland wint met 5-4 na strafschoppen. - Debuut van doelman Uladzimir Haew (Dinamo Boekarest), Alyaksey Pankavets (FC Gomel), Alyaksandr Shahoyka (FC Gomel), Dzmitry Lyantsevich (Torpedo Moskou), Mikalay Kashewski (Kryvbas Kryvyi Rih) en Aleh Strakhanovich (MTZ) voor Wit-Rusland. |       |                                         |

### Tweede ontmoeting
| Vriendschappelijk (Turku, Finland, 2 juni 2008): |       |                   |
| Finland                                          | 1 – 1 | Wit-Rusland       |
| Toni Kallio 90+4'                                | goals | 90+2' Igor Shitov |
| - Debuut van doelman Niki Mäenpää voor Finland.  |       |                   |

### Derde ontmoeting
| WK 2014 kwalificatie (Helsinki, Finland, 7 juni 2013): |       |             |
| Finland                                                | 1 – 0 | Wit-Rusland |
| Kasper Hämäläinen 57'                                  | goals |             |

### Vierde ontmoeting
| WK 2014 kwalificatie (Homel, Wit-Rusland, 11 juni 2013): |       |                 |
| Wit-Rusland                                              | 1 – 1 | Finland         |
| Dzmitry Verkhavtsov 85'                                  | goals | 22' Teemu Pukki |

### Vijfde ontmoeting
| Vriendschappelijk (Tampere, Finland, 9 juni 2018):                                                         |       |             |
| Finland | 2 – 0 | Wit-Rusland |
| Jere Uronen 8' Moshtagh Yaghoubi 75'                                                                       | goals |             |
| - Debuut van doelman Dzianis Shcharbitski (BATE Borisow) en Yawhen Shikawka (SFC Slutsk) voor Wit-Rusland. |       |             |

Finse voetbalbond · A-internationals · Bondscoaches · Statistieken · Fins vrouwenelftal · Olympisch elftal · Finland U21 · Finland U20 · Finland U19 · Finland U18 · Finland U17 · Finland U16
1911 – 1919 ·
1920 – 1929 ·
1930 – 1939 ·
1940 – 1949 ·
1950 – 1959 ·
1960 – 1969 ·
1970 – 1979 ·
1980 – 1989 ·
1990 – 1999 ·
2000 – 2009 ·
2010 – 2019 ·
2020 − 2029
EK 2020
OS 1912 ·
OS 1936 ·
OS 1952 ·
OS 1980
1911 · 
1912 · 
1913 · 
1914 · 
1915 · 1916 · 1917 · 1918 · 
1919 · 
1920 · 
1921 · 
1922 · 
1923 · 
1924 · 
1925 · 
1926 · 
1927 · 
1928 · 
1929 · 
1930 · 
1931 · 
1932 · 
1933 · 
1934 · 
1935 · 
1936 · 
1937 · 
1938 · 
1939 · 
1940 · 
1941 · 
1942 · 
1943 · 
1944 · 
1945 · 
1946 · 
1947 · 
1948 · 
1949 · 
1950 · 
1952 · 
1952 · 
1953 · 
1954 · 
1955 · 
1956 · 
1957 · 
1958 · 
1959 · 
1960 · 
1961 · 
1962 · 
1963 · 
1964 · 
1965 · 
1966 · 
1967 · 
1968 · 
1969 · 
1970 · 
1971 · 
1972 · 
1973 · 
1974 · 
1975 · 
1976 · 
1977 · 
1978 · 
1979 · 
1980 · 
1981 · 
1982 · 
1983 · 
1984 · 
1985 · 
1986 · 
1987 · 
1988 · 
1989 · 
1990 · 
1991 · 
1992 · 
1993 · 
1994 · 
1995 · 
1996 · 
1997 · 
1998 · 
1999 · 
2000 · 
2001 · 
2002 · 
2003 · 
2004 · 
2005 · 
2006 · 
2007 · 
2008 · 
2009 · 
2010 · 
2011 · 
2012 · 
2013 · 
2014 · 
2015 · 
2016 · 
2017 · 
2018 ·
2019 ·
2020
Albanië ·
Algerije ·
Andorra ·
Armenië ·
Azerbeidzjan ·
Bahrein ·
Barbados ·
België ·
Bermuda ·
Bolivia ·
Bosnië en Herzegovina ·
Brazilië ·
Bulgarije ·
Canada ·
Chili ·
China ·
Colombia ·
Costa Rica ·
Cyprus ·
Denemarken ·
DDR ·
(West-)Duitsland ·
Ecuador ·
Egypte ·
Engeland ·
Estland ·
Faeröer ·
Frankrijk ·
Georgië ·
Griekenland ·
Honduras ·
Hongarije ·
Ierland ·
IJsland ·
India ·
Irak ·
Israël ·
Italië ·
Japan ·
Jemen ·
Joegoslavië ·
Jordanië ·
Kameroen ·
Kazachstan ·
Koeweit ·
Kosovo ·
Kroatië ·
Letland ·
Liechtenstein ·
Litouwen ·
Luxemburg ·
Maleisië ·
Malta ·
Marokko ·
Mexico ·
Moldavië ·
Montenegro ·
Nederland ·
Noord-Ierland ·
Noord-Korea ·
Noord-Macedonië ·
Noorwegen ·
Oekraïne · 
Oman ·
Oostenrijk ·
Peru ·
Polen ·
Portugal ·
Qatar ·
Roemenië ·
Rusland ·
San Marino ·
Saoedi-Arabië ·
Schotland ·
Servië ·
Servië en Montenegro ·
Singapore ·
Slovenië ·
Slowakije ·
Sovjet-Unie ·
Spanje ·
Thailand ·
Trinidad en Tobago ·
Tsjechië ·
Tsjecho-Slowakije ·
Tunesië ·
Turkije ·
Uruguay ·
Verenigde Arabische Emiraten ·
Verenigde Staten ·
Wales ·
Wit-Rusland ·
Zuid-Korea ·
Zweden ·
Zwitserland
België (2021) · 
Denemarken (2021) · 
Rusland (2021)
BFF · A-internationals · Bondscoaches · Statistieken · Wit-Russisch vrouwenelftal · Olympisch elftal · W-Rusland U21 · W-Rusland U19 · W-Rusland U18 · W-Rusland U17 · W-Rusland U16
1990 – 1999 · 
2000 – 2009 · 
2010 – 2019 ·
2020 − 2029
1992 · 
1993 · 
1994 · 
1995 · 
1996 · 
1997 · 
1998 · 
1999 · 
2000 · 
2001 · 
2002 · 
2003 · 
2004 · 
2005 · 
2006 · 
2007 · 
2008 · 
2009 · 
2010 · 
2011 · 
2012 · 
2013 ·
2014 ·
2015 ·
2016 ·
2017 ·
2018 ·
2019 ·
2020 ·
2021 ·
2022 ·
2023
Albanië · 
Andorra · 
Argentinië · 
Armenië · 
Azerbeidzjan · 
Bahrein ·
België ·
Bosnië en Herzegovina · 
Bulgarije · 
Canada · 
Cyprus · 
Denemarken · 
Duitsland · 
Ecuador · 
Egypte · 
Engeland · 
Estland · 
Finland · 
Frankrijk · 
Gabon ·
Georgië · 
Griekenland · 
Hongarije · 
Honduras · 
Ierland ·
IJsland · 
India ·
Iran · 
Israël · 
Italië ·
Japan ·
Jordanië · 
Kazachstan ·
Kirgizië · 
Kosovo ·
Kroatië · 
Letland · 
Libië · 
Liechtenstein ·
Litouwen · 
Luxemburg · 
Malta · 
Mexico ·
Moldavië · 
Montenegro · 
Nederland · 
Nieuw-Zeeland ·
Noord-Ierland ·
Noord-Macedonië ·  
Noorwegen · 
Oekraïne · 
Oezbekistan · 
Oman · 
Oostenrijk · 
Peru · 
Polen · 
Roemenië · 
Rusland · 
San Marino · 
Saoedi-Arabië · 
Schotland · 
Slovenië · 
Slowakije · 
Spanje ·
Syrië ·
Tadzjikistan · 
Tsjechië · 
Tunesië · 
Turkije · 
Verenigde Arabische Emiraten · 
Wales · 
Zuid-Korea · 
Zweden · 
Zwitserland